# Ban Cheng Tai
Ban Cheng Tai – wieś położona w południowo-wschodnim Laosie, w prowincji Attapu, w dystrykcie Sanamxay.